# Aymon (Savoyen)
Aymon von Savoyen genannt der Friedliche (* 15. Dezember 1273 in Bourg-en-Bresse; † 24. Juni 1343 in Montmélian)) war Graf von Savoyen und der zweitälteste Sohn von Amadeus V.

## Leben
Nach dem Tode seines Bruders Eduard wurde Aymon 1329 Graf von Savoyen, da dieser lediglich eine Tochter hinterließ, deren Ansprüche Aymon nicht anerkennen wollte. Aymon reformierte die Verwaltung, das Justizwesen und das Finanzwesen Savoyens. 1330 schuf er beispielsweise das Amt des Kanzlers von Savoyen, eine Institution, die mehrere Jahrhunderte bestand hatte. In Chambéry richtete er einen ständigen Gerichtshof ein, auch versuchte er als Erster eine einheitlichere Besteuerung einzuführen.
Im Jahr 1327 hatte Wilhelm von Düdingen die Pfandrechte über die Grasburg von den Herren von Savoyen erworben. Diese hatten sich ein zunächst auf 10 Jahre festgeschriebenes Rückkaufrecht eintragen lassen. Aymon erwarb dieses Recht vermutlich nach einer Verlängerung der Frist, Wilhelms Söhne waren bei dessen Tod noch minderjährig, im Jahr 1343 von dessen Sohn Jakob wieder zurück. Aymon war nur kurzzeitig der Herr über die Herrschaft Grasburg, da er am 24. Juni 1343 verstarb.
In der Außenpolitik erreichte Aymon 1337 die Unterzeichnung eines Friedensvertrages mit dem Dauphinat des Dauphin Humbert II. Im Hundertjährigen Krieg zwischen Frankreich und England bemühte sich Aymon um Neutralität. 1338 unterstützte er mit einem kleinen Aufgebot von 200 Mann den französischen König Philipp VI. 1339 nahm er in Esplechin an den Waffenstillstandsverhandlungen zwischen Frankreich und England teil, als Vertreter des Königs von Frankreich.

## Familie
Aymon heiratete am 1. Mai 1330 in Casale bei Vercelli in Oberitalien Violanta oder Yolanda von Montferrat, eine Tochter des Markgrafen Theodor I. von Montferrat. Dieser Ehe entsprangen elf Kinder.
- Amadeus VI. (* 1334; † 1383), der seine Nachfolge antrat
- Blanche (* 1336; † 31. Dezember 1387) ⚭ 1350 Galeazzo II. Visconti (1320–1378)
- Johann (* 1338; † 1339)
- Katharina ?
- Ludwig (* 1342), verstarb im Kindesalter
- Humbert (*?; † 1374)
- Ogier (*?; † Juli 1372) ⚭ N.? von Meyria,
- Johann (*?; † 1349), Kanoniker zu Lausanne und Genf,
- Marie, verlobte sich 1355 mit Andre Bonchristiani von Pisa
- Donata, wurde Ordensschwester von Bons-en Bugey
- Eine Tochter, deren Name nicht bekannt ist, heiratete Ludovic von Lucinge

Zudem hatte Aymon noch einen unehelichen Sohn namens Amadeus, weiteres ist nicht bekannt.